# Barış Başdaş
Barış Başdaş (Colonia, 17 gennaio 1990) è un calciatore turco, difensore svincolato.

## Carriera

### Club
Ha esordito in massima serie nella stagione 2009-2010, giocando 21 partite.

### Nazionale
Nel biennio 2009-2010 ha giocato 4 partite di qualificazione all'Europeo Under-21.